# TOPradio
TOPradio és una emissora de ràdio flamenca. El format consisteix principalment en dance i house. L'eslògan actual de l'emissora és We Love Music. Té una mitjana de 85.000 oients i una quota de mercat de l'1,2% cada dia, segons CIM RAM juliol-octubre 2018 del CIM. També té cinc emissores en línia: TOPnon-stop, TOPretroarena, TOPschaamteeloos, TOPzen i tomorrowland-one-world-radio.

## Història[calcitació]

### Precursor Radio SIS
A mitjans de 1981, quatre estudiants de Gant van decidir posar en marxa un concepte innovador de ràdio per a aquella època. La nova emissora s'havia d'adreçar a un grup d'edat de 15 a 35 anys i la música flamenca estava fora de qüestió. El febrer de 1982 es va posar en marxa l'emissora de Gant amb el nom de Radio One. Més tard, l'any 1987, es va fer un canvi de nom. A partir d'aleshores, l'emissora va emetre amb el nom de Ràdio SIS.
Durant la ronda de reconeixement de freqüències de 1990, a Radio SIS se li va assignar una freqüència completa per emetre 24 hores al dia a través de 102,8 MHz. A causa de la posterior expansió, l'estació de ràdio va tenir un gran èxit a la regió de Gant. L'any 1994 es van incorporar a Ràdio SIS una emissora de Bruges i una de Kortrijk ia partir d'aquell moment, Dansradio Vlaanderen s'emet amb un nou indicatiu de trucada a les tres ciutats amb una programació conjunta.

### TOPradio sota VMMa (1998-2003)
El 1996 es va canviar el nom a TOPradio. En els anys següents, el nombre de freqüències va créixer. Dos anys més tard, a finals de 1998, es va establir una associació amb la VMMa, l'actual DPG Media. El holding per sobre de VTM i després Kanaaltwee es va fer càrrec de la producció i distribució dels programes de ràdio TOP. Els programes de ràdio de TOPradio (incloent-hi Het Land van Hoogland amb Peter Hoogland) es van emetre en directe per Kanaaltwee.
El maig del 2003 hi va haver una ruptura amb el VMMa.  El VMMa tenia plans per canviar el nom de TOPradio a JIMfm, una emissora de ràdio amb un format musical més ampli. Aquesta estació, però, no es va materialitzar mai. TOPradio es va reiniciar amb programes per a Flandes dels estudis de Gant. El senyal es distribueix als diferents llocs d'emissió mitjançant una xarxa d'enllaços de ràdio.
L'any 2003, com a conseqüència del nou pla de freqüències, es van assignar potències de transmissió més elevades a Flandes Oriental i Occidental. L'any 2006 TOPradio va començar a construir el seu propi pal per millorar considerablement la comoditat de transmissió de la (aleshores) freqüència de 99,4 MHz de Gant.

### TOPradio és pioner amb DAB+
El maig de 2015, TOPradio, juntament amb altres 6 reproductors comercials del mercat de la ràdio, van començar a emetre a través de DAB+ (Difusió d'àudio digital).  Amb aquest llançament, s'ha ampliat l'oferta de ràdio de la VRT i la RTBF, que tenen un total de 16 canals DAB a l'aire. TOPradio emet a tot Flandes mitjançant DAB+ a través del mux 11A des de Norkring.

### TOPradio es converteix en una nova xarxa de ràdio seminacional
El 15 de setembre de 2017, el Govern flamenc va concedir les acreditacions de les ràdios de la xarxa. TOPradio inicialment no va rebre cap nova acreditació i, a partir de l'1 de gener de 2018, ja no tenia freqüències FM (excepte a la zona de Gant). Amb l'ajuda del crowdfunding, el canal va recaptar prou diners per emetre digitalment durant (almenys) un any més, a través de DAB+, internet i televisió digital. El 9 de març de 2018, TOPradio va rebre el reconeixement com a ràdio de xarxa després que el Consell d'Estat aprovés el reconeixement de HIT! suspès. El maig de 2018, l'emissora finalment va tornar a FM.

### Canvi de marca
El 28 de juny de 2019, TOPradio es va acomiadar del logotip de més de 20 anys. La música que s'ofereix, els discjòqueis i els presentadors han canviat, igual que els oients, de manera que va ser necessari un restyling, va dir l'emissora. El nou logotip està en negreta i té vores afilades que fan referència al so del canal. El setembre d'aquell any, TOPradio va externalitzar la gestió publicitària de l'emissora a DPG Media, amb qui havia col·laborat prèviament.

## Freqüències
FM
- Flandes Occidental:
  - Egem, 94.0 FM
  - Ypres, 105.7 FM
  - Kortrijk, 92.7 FM
  - Ostende, 105.4 FM
  - Ciutat, 105.5 FM
- Flandes Oriental:
  - Gant, 102.8 FM
  - Aalst, 102.7 FM
  - Saint-Gilles-Waas, 105.3 FM
- Anvers:
  - Anvers, 104.2 FM
  - Groc, 106,3 FM
  - Malines, 104,8 FM
  - Sortida, 105.1 FM
- Brabant flamenc:
  - Lovaina, 102,6 FM
  - Brussel·les: 102.8 FM
- Limburg (Bèlgica):
  - Hasselt, 99.2 FM
  - Genk, 105.4 FM

DAB+
- Flandes, Canal 11A

Televisió per cable
- Telenet Digital Flandes, canal 913
- Telenet Digital Brussel·les, canal 933
- Orange Digital, canal 868